# Nick Dragotta
Nick Dragotta é um desenhista de histórias em quadrinhos americanas. É o ilustrador de East of West, escrita por Jonathan Hickman. A série foi anunciada pela Image Comics em 2012 durante a New York Comic Con e começou a ser publicada no ano seguinte. Em 2014, East of West foi indicada ao Eisner Award na categoria "Melhor Série", e Dragotta, por seu trabalho na série, foi indicado à categoria de "Melhor Desenhista".